# 勇敢国家发展党
勇敢国家发展党（泰文：พรรคชาติพัฒนากล้า）又称国家发展团结党（泰语：พรรครวมชาติพัฒนา）、国家发展泰人团结一心党（泰语：พรรครวมใจไทยชาติพัฒนา）、为了土地国家发展党（泰语：พรรคชาติพัฒนาเพื่อแผ่นดิน）、国家发展党（泰语：พรรคชาติพัฒนา），是目前泰王國的政黨。
1991年軍事政變之後，原民族党黨魁差猜（Chatichai Choonhavan）著手創辦新黨──国家发展党，該黨的根基在依善地區。2007年9月該黨宣佈與「泰人团结一心」聯合組成新黨並以現名角逐該年的國會大選，一旦大選後原兩黨取得一致將更用新的黨名。

## 黨領導人
- 戚莎 （Chettha Thanajaro）

## 外部連結
- 原國家開發黨網址 （页面存档备份，存于）